# Iglesia de San Pedro Apóstol (Cervera del Llano)
La iglesia de San Pedro Apóstol en Cervera del Llano (provincia de Cuenca, España) es un templo de una sola nave, con cabecera de planta cuadrada y cuatro contrafuertes, uno en cada esquina. En el muro norte se sitúa un cuerpo adosado de capilla; y, a los pies, en ese mismo muro, la torre-campanario.
De la iglesia original se conservan la planta y los paramentos de la nave, así como la portada en el muro meridional. La cabecera primitiva, probablemente compuesta por ábside semicircular y presbiterio recto, se sustituyó por la actual de planta cuadrada; al mismo tiempo, se sobreelevó considerablemente la nave y se sustituyó la espadaña por la torre campanario. Esta reforma, que debió de efectuarse en el siglo XVII, afectó igualmente a todo el interior de la construcción.
El interior del edificio se encuentra totalmente reformado, habiendo perdido su aspecto original. La cabecera cuadrada se encuentra encalada y cubierta con techumbre plana. A la altura de la coronación de las ventanas adinteladas, abiertas en los muros laterales de la misma, se sitúa una cornisa moldurada que corre por ambos paramentos y que pudo determinar el arranque de una falsa bóveda, hoy desaparecida. El paramento central se encuentra ocupado por el retablo mayor, de remate semicircular. La nave única se cubre con bóveda de cañón con lunetos sobre arcos formeros y fajones que la dividen en cinco tramos. Apoyan estos arcos sobre pilastras adosadas al muro, a través de una cornisa moldurada volada. Entre pilastras se determinan estrechos huecos ocupados por altares. En el último tramo de la nave, el de los pies, se sitúa el coro alto, apoyado en viga de madera sostenida en el centro por una columna de factura moderna.

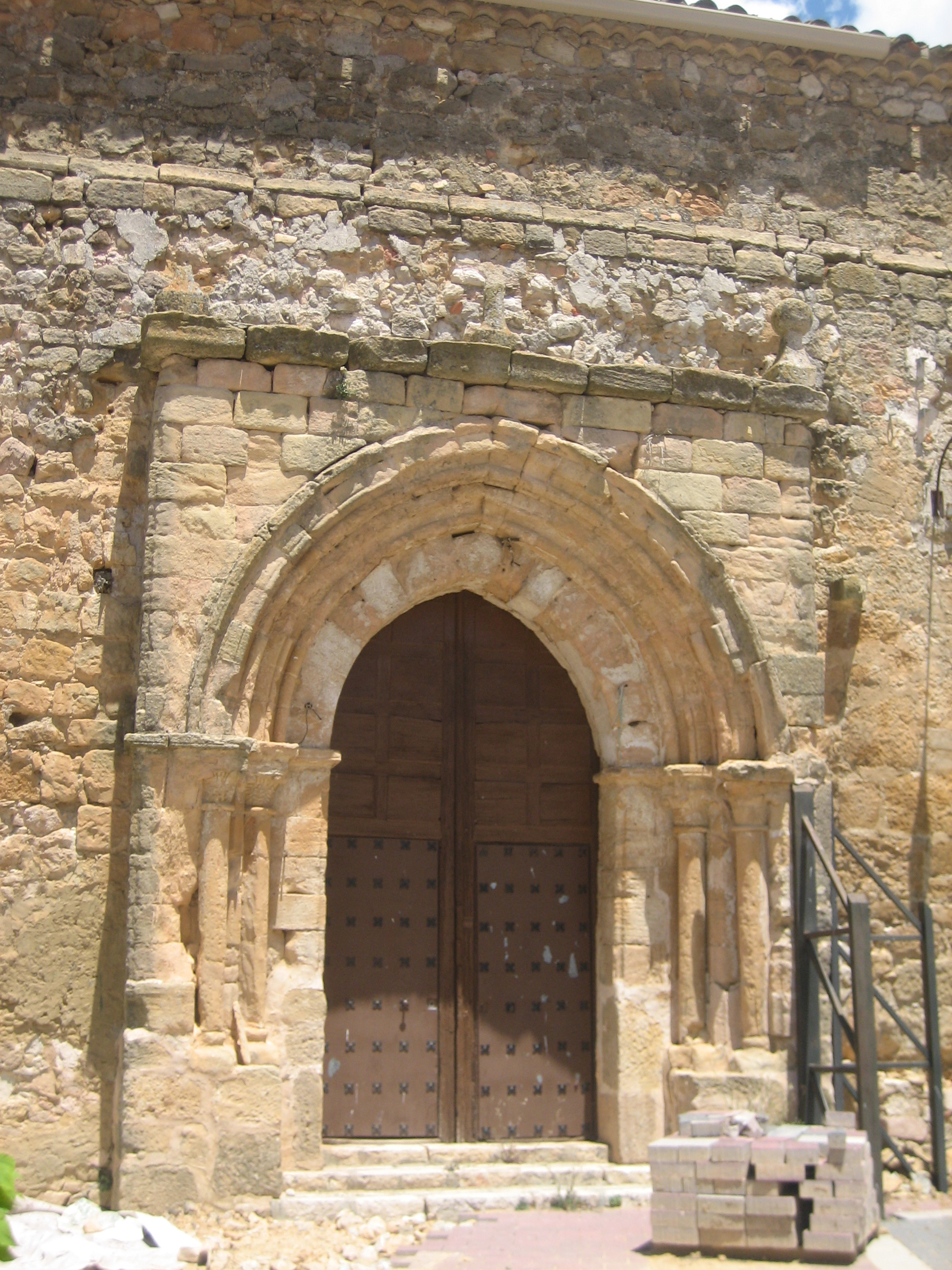
Vista de la portada.

La cubrición del edificio se realiza, a dos aguas en la nave y a cuatro en la cabecera, con teja de cerámica curva. La construcción es de mampostería, con refuerzos de sillar en esquinas, contrafuertes y parte de la torre. El vuelo de los aleros se recoge, en la nave, mediante una cornisa corrida de piedra sin decoración, y en la cabecera con dos roscas de teja vuelta. En el muro sur se sitúa la portada de ingreso al templo. Se resuelve mediante un arco adovelado apuntado, que descansa en jambas, y dos arquivoltas formadas por cordón de escocia, con un recercado sin decoración, que apoyan en columnas de capitel vegetal, muy desdibujado, con collarino y bases deterioradas sobre podio de escasa altura; los capiteles cuentan con remate de bolas, posiblemente hojas de acanto muy toscas. El cuerpo de portada se remata en cornisa moldurada, ligeramente volada, y tres pináculos con bolas. En este muro se observa la línea de antiguos canecillos, que fueron cortados y marcan la sobreelevación de la nave. En él se sitúa un cuerpo de capilla añadido, rematado en un lucernario circular, y, en los pies, la Torre campanario, formada por tres cuerpos separados por molduras: en el primer cuerpo se abre un ventanuco cuadrado, en el segundo dos ventanas saeteras y en el tercero se sitúan los huecos de campanas.
En el lado norte existe un pequeño recinto murado que podría corresponder a un antiguo cementerio. Mientras que en el muro de los pies, que presenta remate triangular, es donde estuvo situada la antigua espadaña, de la que aún se pueden observar restos. Este muro se construye de mampostería sobre zócalo y en él se abren dos huecos de iluminación, uno cuadrado y otro con arco.
La portada es de arco apuntado, con jambas y dovelas de sillares y con dos columnas a cada lado, en plano diferente, formando discreto derrame, con podio de escasa altura, con capiteles de penca formando grumos en los ángulos y que sostienen imposta plana, de la que arrancan dos archivoltas de baquetón, separadas por filete. Como última pieza de la composición, tiene banda plana, a manera de cortina, de borde ligeramente ondulado.